# Robert Blum (Fechter)
Robert Max Blum (* 24. November 1928 in Pittsburgh; † 27. November 2022 in Rensselaerville) war ein US-amerikanischer Fechter.

## Biografie
Robert Blum schloss 1950 ein Jurastudium am Trinity College in Connecticut ab und studierte anschließend an der Columbia University. Als Fechter war er für Salle Santelli und den Fencers Club in New York aktiv. Mit beiden Vereinen gewann er insgesamt 10 US-amerikanische Meistertitel. Bei den Panamerikanischen Spielen 1959 gewann Blum die Goldmedaille im Säbelfechten mit dem US-Team. Darüber hinaus belegte er bei den Olympischen Sommerspielen 1964 in Tokio den siebten Platz im Säbel-Einzel. Vier Jahre später wurde er in derselben Disziplin Sechster bei den Olympischen Spielen in Mexiko-Stadt.
In den 1960er Jahren war er als Assistent des Bürgermeisters von New York City John Lindsay tätig. Blum war mehr als 50 Jahre lang als Anwalt tätig, kurz vor seiner Pensionierung wurde er stellvertretender Generalstaatsanwalt des Bundesstaates New York.